# 西来院 (那覇市)
西来院（さいらいいん）は、沖縄県那覇市にある臨済宗妙心寺派の寺院。山号は達磨峰、寺号は達磨寺。本尊は阿弥陀如来。

## 歴史
開山は菊隠宗意。当初は那覇市儀保町にあったが、明治時代に現在地に移された。沖縄戦で焼失したが、戦後に再建された。